# 彼得拉·贝勒
彼得拉·贝勒（德語：Petra Behle，1969年1月5日—），德国女子冬季两项运动员。她曾代表德国参加1992年、1994年和1998年冬季奥林匹克运动会冬季两项比赛，共获得一枚金牌和二枚银牌。